# Ika Sperling
Ika Sperling (* 1996 in Mainz) ist eine deutsche Comiczeichnerin und Illustratorin. Bekannt wurde sie durch ihre autofiktionale Graphic Novel Der Große Reset, in der sie die Auswirkungen von Verschwörungserzählungen auf familiäre Beziehungen thematisiert.

## Leben und Ausbildung
Sperling wuchs in einem Dorf in Rheinland-Pfalz auf. Nach dem Abitur am Landeskunstgymnasium in Alzey studierte sie Illustration an der Hochschule für Angewandte Wissenschaften Hamburg bei Anke Feuchtenberger und schloss 2022 mit Bachelor ab. Sie lebt und arbeitet in Hamburg und ist Teil des Organisationsteams des Comicfestivals Hamburg.

## Werk
Ihr Debüt Der Große Reset entstand als Bachelorarbeit und wurde im Mai 2024 beim Verlag Reprodukt veröffentlicht. In der Graphic Novel verarbeitet Sperling die Entfremdung innerhalb ihrer Familie, insbesondere das Abdriften ihres Vaters in Verschwörungsideologien während der Corona-Pandemie. Die Geschichte spielt in einem Weinbaugebiet in der deutschen Provinz und kombiniert ernste Themen mit humorvollen und zärtlichen Illustrationen. Das Werk wurde für seine sensible Darstellung gesellschaftlicher Spaltung und familiärer Dynamiken gelobt.

## Auszeichnungen und Stipendien
- 2023: Hamburger Literaturpreis in der Kategorie „Comic“[9]
- 2023: Stadtschreiberin von Rottweil[10]
- 2025: Stadtbeschreiberin Dortmund[11]

Sperling wurde außerdem 2024 für den Max-und-Moritz-Preis in der Kategorie „Bestes deutschsprachiges Debüt“ nominiert.